# 國家健康科學大學
國家健康科學大學（National University of Health Sciences）是位於美國伊利諾伊州倫巴第的一所私立大學，成立於1906年。該大學專攻醫學， 2012年《美國新聞與世界報道》將其藥劑學專業排在全國第71位，這是其排名最高的專業，該大學整體未列入排名中。此外該報道也將其列在全國“最佳在線護理項目”提供者中的第41位。

## 外部連結
- NUHS YouTube Channel（页面存档备份，存于）

41°51′36″N 88°00′52″W / 41.860029°N 88.014565°W